# Saint-Bardoux
Saint-Bardoux is een gemeente in het Franse departement Drôme (regio Auvergne-Rhône-Alpes) en telt 615 inwoners (2005). De plaats maakt deel uit van het arrondissement Valence.

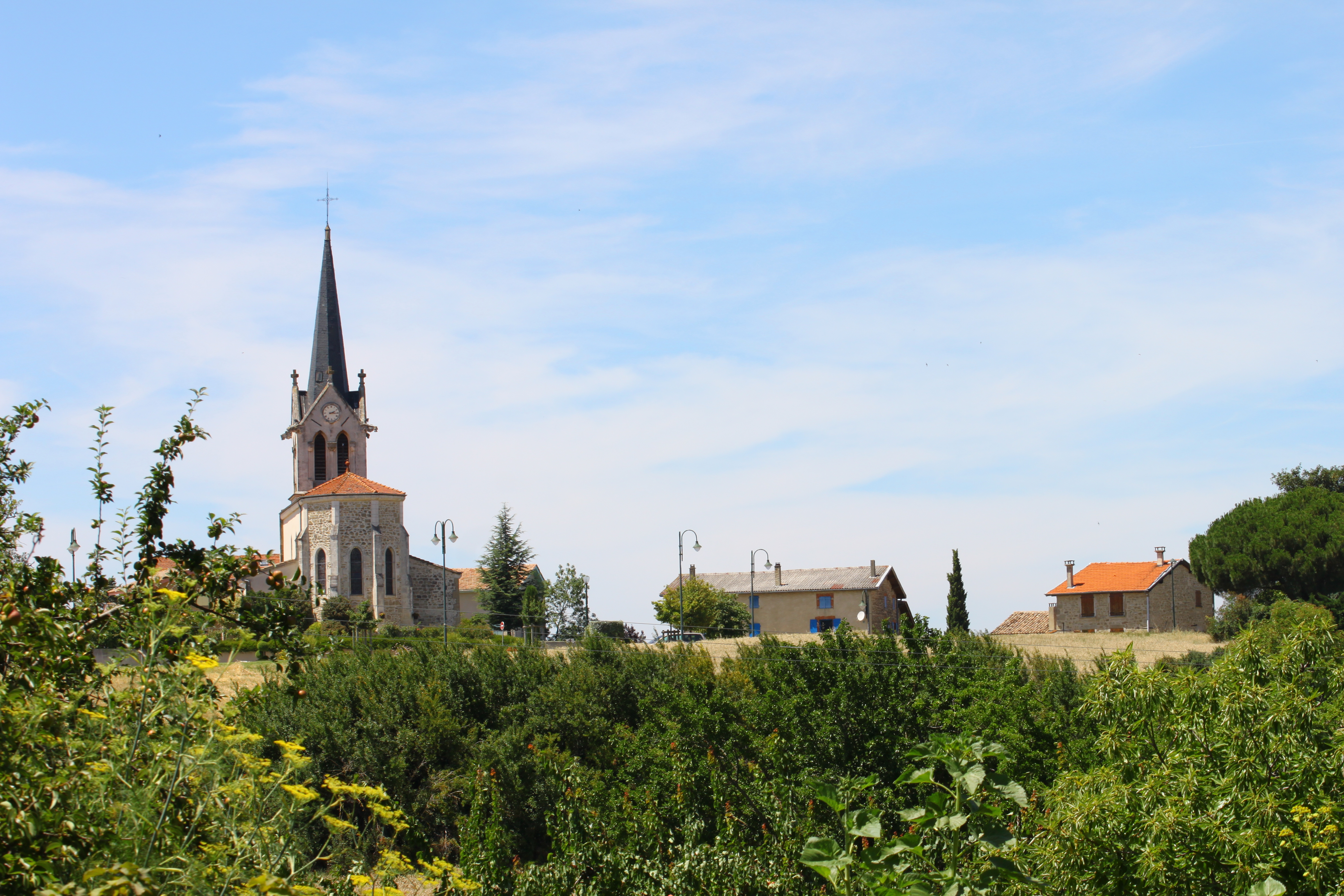
Saint-Bardoux
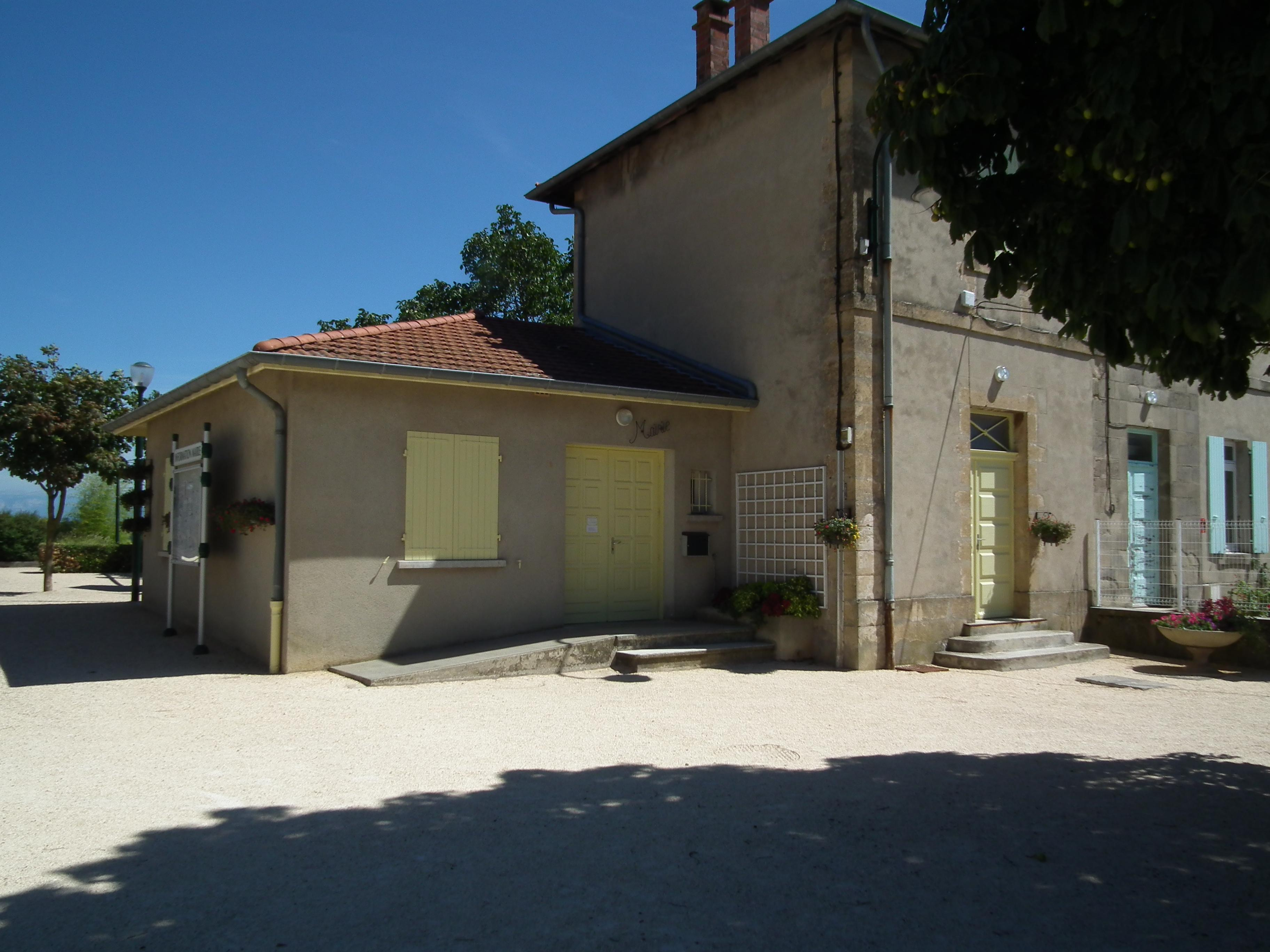
Gemeentehuis

## Geografie
De oppervlakte van Saint-Bardoux bedraagt 10,6 km², de bevolkingsdichtheid is 58,0 inwoners per km².

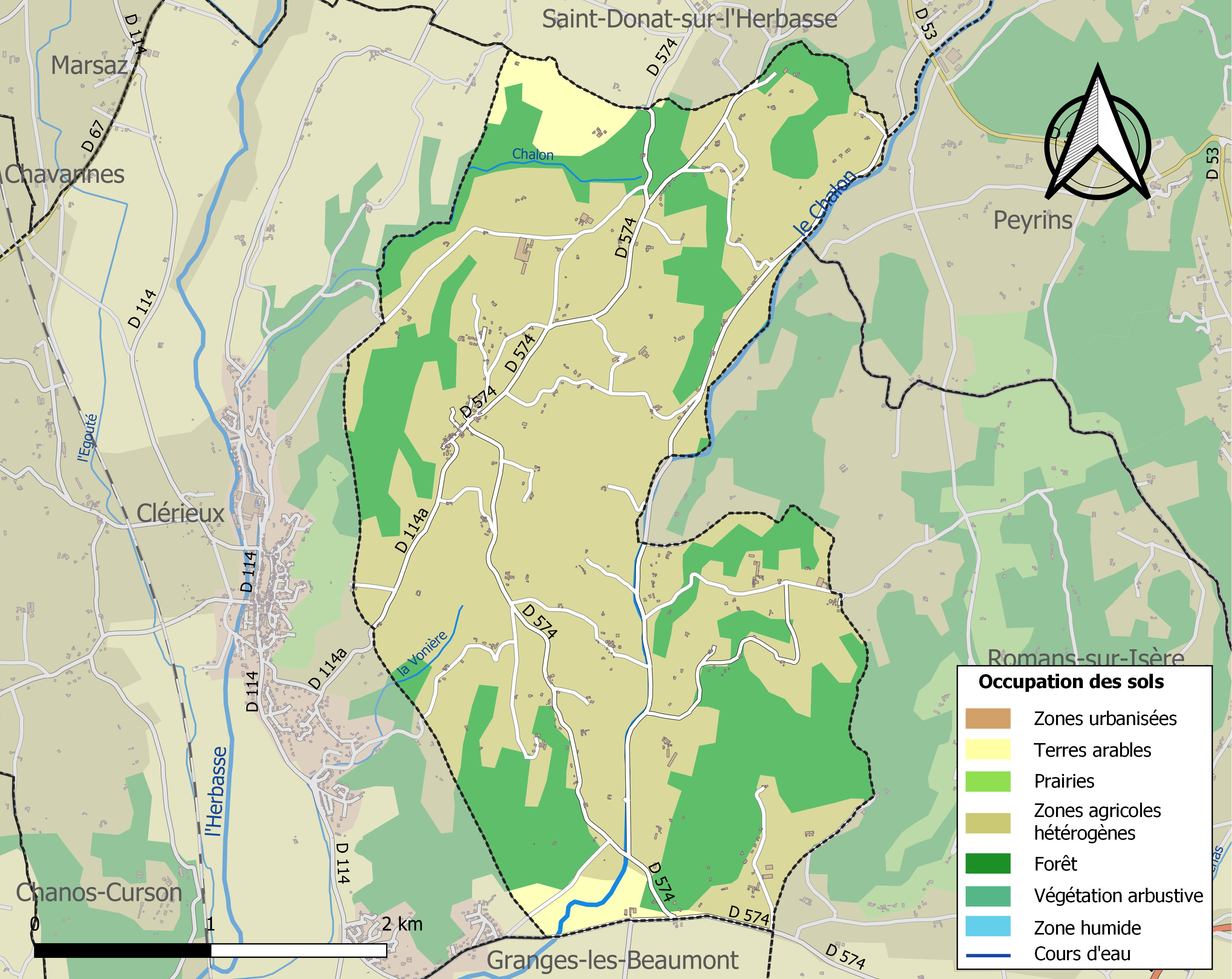
Kaart van de gemeente met belangrijkste infrastructuur, bodemgebruik en omliggende gemeenten

## Demografie
Onderstaande figuur toont het verloop van het inwonertal (bron: INSEE-tellingen).